# Зона провалів
Зона провалів (р. зона провалов, а. gap zone, н. Loc-h-zone f, Einsturzzone f) – ділянка земної поверхні, на якій при підробці утворюються або можуть утворитися провали. В Україні зона провалів діаметром до 50 м і глибиною бл. 20 м утворилася на місці підземного видобутку сірки поблизу с. Яворів, що на Львівщині.